# 野毛平
野毛平（のげだいら）は、千葉県成田市の大字。郵便番号286-0824。

## 地理
北は東和泉、北東は新泉、小泉、東は十余三、南東は長田、南は大山、久米、南西は東金山、西は赤荻、北西は西和泉に隣接する。

## 歴史
域内に取香川低地遺跡（縄文時代後期・平安時代）・野毛平・永田遺跡群（縄文時代～平安時代）、野毛平古墳群が分布する。
1700年（元禄13年）は幕府領であったが、翌年に佐倉藩領になったと考えられている（石高は300石弱）。ただし、東金山村と共有の東野新田は引き続き幕府領であった。
1889年（明治22年）の町村制施行時、遠山村への組換えを請願したが却下され、中郷村に入る。1954年（昭和29年）の昭和の大合併で、成田市に吸収された。
新東京国際空港（現・成田国際空港）建設に伴い騒音区域の指定を受け、大半の民家が米塚団地に移転した。

## 世帯数と人口
2017年（平成29年）10月31日現在の世帯数と人口は以下の通りである。
| 大字   | 世帯数 | 人口  |
| ------ | ------ | ----- |
| 野毛平 | 55世帯 | 144人 |

## 小・中学校の学区
市立小・中学校に通う場合、学区は以下の通りとなる。
| 地域 | 小学校               | 中学校             |
| ---- | -------------------- | ------------------ |
| 全域 | 成田市立美郷台小学校 | 成田市立成田中学校 |

## 施設
- 野毛平工業団地
- 野毛平金山共同利用施設
- 野毛平ライスセンター
- 鎮守皇神社
- 野毛平配水場

## 交通

### 鉄道
同地には鉄道駅はないが、路線バスを利用して京成成田駅に行くことができる。

### バス
- 千葉交通

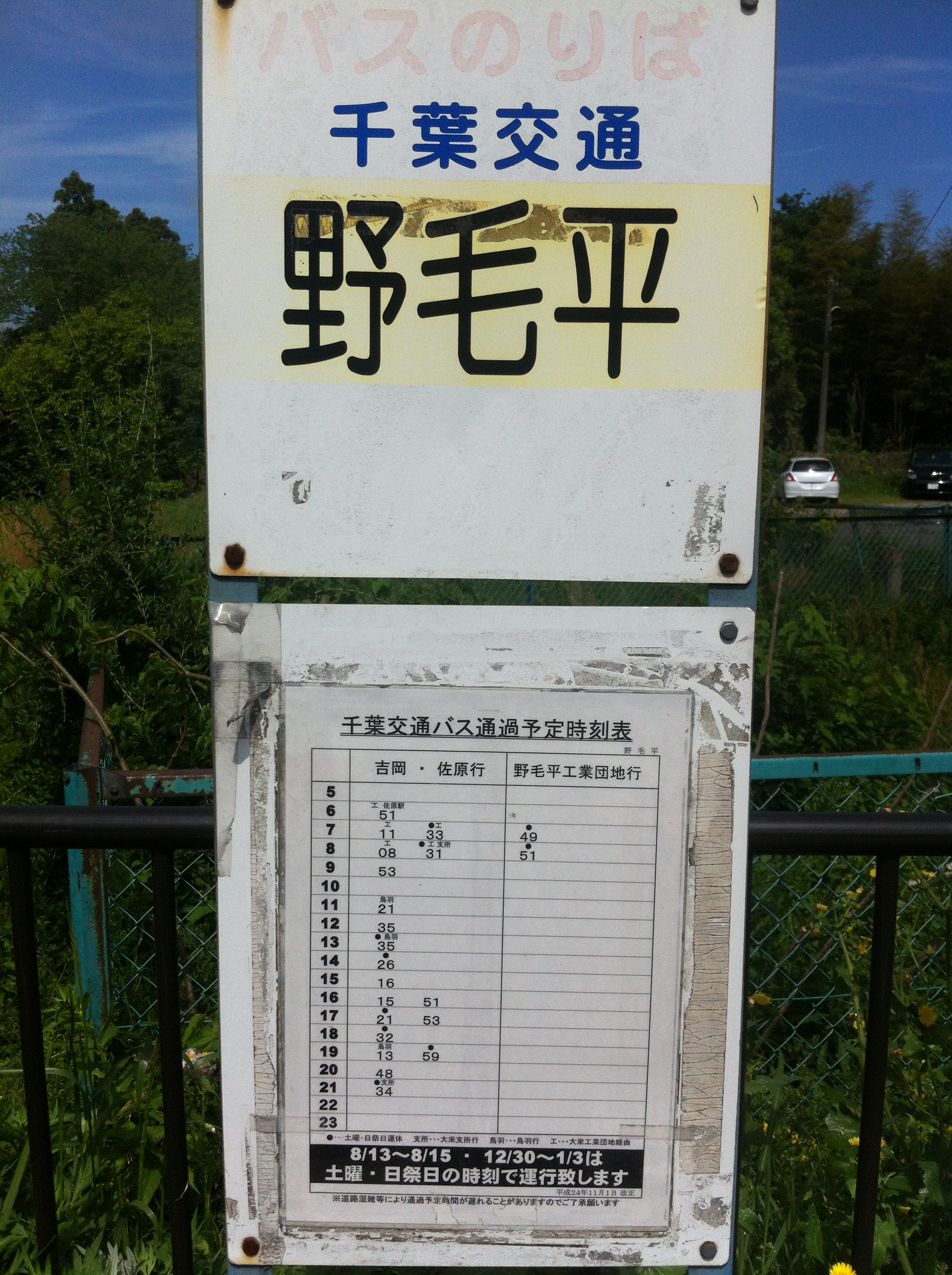
野毛平バス停

  - 野毛平工業団地線 - 京成成田駅東口～野毛平工業団地第5[8]
    - （東金山） - 野毛平米塚団地 - 野毛平 - （野毛平工業団地第5）

  - 吉岡・佐原線 - 京成成田駅中央口～大栄支所、佐原駅[8]
    - （東金山） - 野毛平米塚団地 - 野毛平 - 人丸 - （薬草園）

### 道路
- 国道
  - 国道51号